# Джордж Стайнър
Джордж Стайнър (на английски: George Steiner) е американски литературен критик, есеист, философ, романист и педагог. Професор по англицистика и сравнително литературознание в Женевския университет (1974–1994), професор по сравнително литературознание в Оксфордския университет (1994–1995) и професор по поезия в Харвардския университет (2001–2002)

## Биография
Роден е на 23 април 1929 г. в Ньой сюр Сен, предградие на Париж. Родителите му са австрийски евреи. Първоначално учи в родния си град (оказвайки се един от двамата в класа в лицея, които са оцелели при Холокоста), а след 1940 г., когато семейството му емигрира в САЩ, учи във френския колеж в Манхатън, Ню Йорк. Полиглот, от детството си той говори свободно на немски, френски и английски. През 1944 г. получава американско гражданство. Завършва Чикагския (бакалавърска степен, 1948) и Харвардския университет (магистърска степен, 1950). Докторска степен получава в колежа „Байол“ на Оксфордския университет (1955), където е Роудсов стипендиант преди това (1950). През 1952–1958 г. преподава в колежа „Уилямс“ в Масачузетс. През 1952–1956 г. е член на редколегията на лондонското списание „The Economist“. Преподава в Принстън, Инсбрук, Кембриджкия университет, а през 1974–1994 г. – в Женевския университет, където се пенсионира.
Постоянен сътрудник е на „Ню Йоркър“, „Гардиън“ и „Таймс Литерари Сапълмънт“.
През 1955 г. сключва брак с историчката Зара Шаков, с която имат син и дъщеря. Синът му, Дейвид Милтън Стайнър (р. 1958), е комисар по образованието на щата Ню Йорк (2009–2011), а дъщеря му, Дебора Тарн (р. 1960), е професор по класическа филология в Колумбийския университет.
Той е специалист по сравнително литературознание, но областта на научните му занимания е много по-широка и включва публикации по философия на езика и теория на превода, библеистика и омирознание.
Почетен доктор на много университети в Европа и САЩ.
Стайнър е автор и на няколко стихосбирки, три сборника с новели, както и на повестта за Холокоста „Транспортирането на господин Адолф Х. в Сан Кристобал“ (1979) и на автобиографията „Печатни грешки“ (1997).
Сред множеството награди, които са му присъдени, са и наградата за разказ „О. Хенри“ (1959), наградата „Лудвиг Бьорне“ (2003) и международната награда „Алфонсо Рейес“ (2007).

## Признание и награди
- Стипендия „Роудс“ (1950)
- Гугенхаймова стипендия (1971–72)
- Кавалер на Ордена на почетния легион от Правителството на Франция (1984)
- Награда „Мортън Заубъл“ на Американската академия за изкуства и литература (1989)
- Медал на крал Алберт на Съвета по приложни науки на Белгийската академия
- Почетен член на колежа „Байол“ на Оксфордския университет (1995)
- Награда за литературна критика „Труман Капоти“ на Станфордския университет (1998)[2]
- Награда на принца на Астурия в раздел Комуникации и хуманитаристика (2001)[3]
- Член-кореспондент на Британската академия
- Почетен член на Кралската академия по изкуствата
- Почетен доктор по литература на:
  - Университета на Източна Англия (1976)
  - Католическия университет в Лувен (1980)
  - Колежа Маунт Холиок (1983)
  - Бристолския университет (1989)
  - Глазгоуския университет (1990)
  - Лиежкия университет (1990)
  - Ълстърския университет (1993)
  - Университета „Дърам“ (1995)
  - Колежа „Куин Мери и Уестфийлд“ на Лондонския университет (2006)
  - Болонския университет (2006)
  - Лисабонския университет (2009)

За поезията и художествената си проза също е отличаван със значими награди, сред които:
- Remembrance Award (1974) за Language and Silence: Essays 1958-1966.
- PEN/Macmillan Silver Pen Award (1992) за Proofs and Three Parables.[4]
- PEN/Macmillan Fiction Prize (1993) за Proofs and Three Parables.[4]
- JQ Wingate Prize for Non-Fiction (поделена между него и Луис Кехоу и Силвия Роджърс) (1997) за No Passion Spent.
- „Награда Лудвиг Бьорне“ (2003)

## За него
- Reading George Steiner. / Nathan A. Scott, Ronald A. Sharp, eds. Baltimore: Johns Hopkins UP, 1994
- Platon et les poetès: hommage à George Steiner. Genève: Unité de Littérature Compareé, Faculté des lettres, 1996.
- Castañón A. Lectura y catarsis: tres papeles sobre George Steiner. México: Ediciones Sin Nombre; Ediciones Casa Juan Pablos, 2000
- Asensio J. Essai sur l'œuvre de George Steiner: la parole souffle sur notre poussière. Paris: L’Harmattan, 2001
- George Steiner. / Dir. par P.-E. Dauzat. Paris: L’Herne, 2003
- Knight C.J. Uncommon readers: Denis Donoghue, Frank Kermode, George Steiner and the tradition of the common reader. Toronto: University of Toronto Press, 2003
- Dauzat P.E. George Steiner: la culture contre la barbarie. Paris: Magazine littéraire, 2006.